# 訃報 1996年5月
訃報 1996年5月（ふほう 1996ねん5がつ）では、1996年（平成8年）5月中に物故した、又は物故が報じられた人物についてまとめる。

## （1日 - 15日）

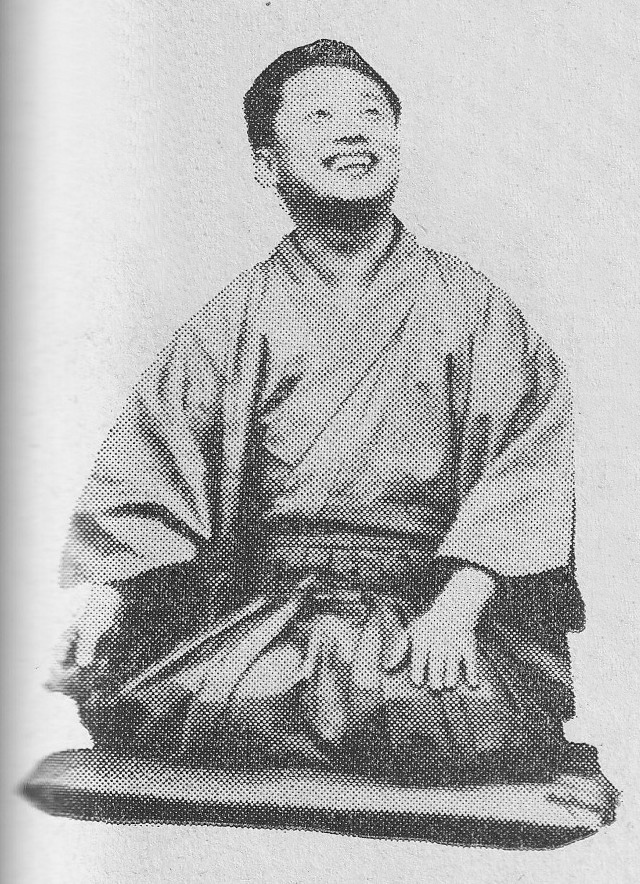
二代目桂小南 / 5月4日没

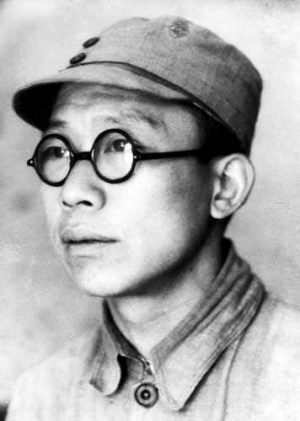
陸定一 / 5月9日没

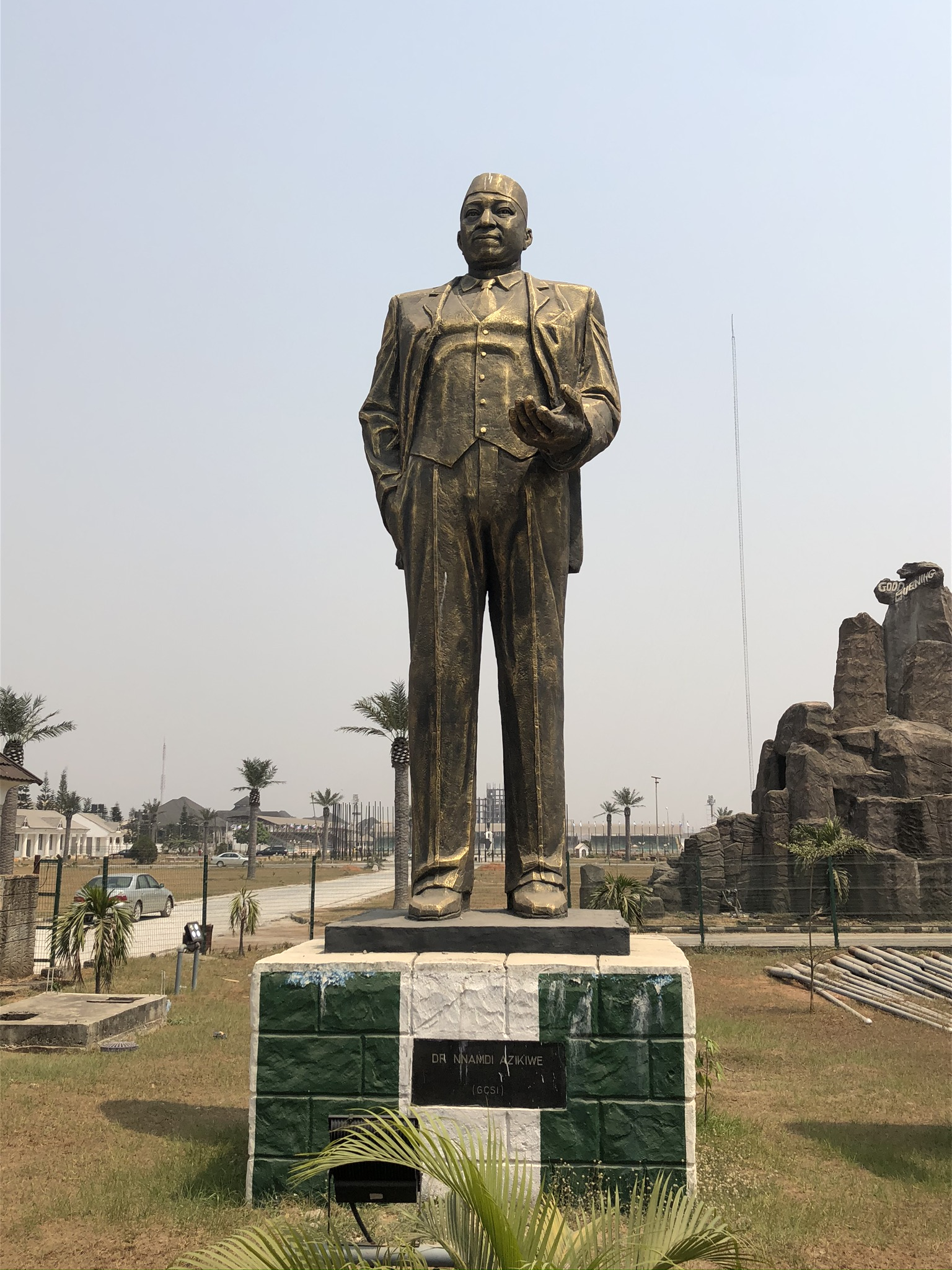
ンナムディ・アジキウェ / 5月11日没

- 5月2日 - 長南恒夫、プロ野球選手（* 1939年）
- 5月4日 - 二代目桂小南、落語家（* 1920年）
- 5月9日 - 陸定一、中華人民共和国の政治家（* 1906年）
- 5月10日 - 上杉佐一郎、部落解放運動家（* 1919年）
- 5月11日 - ンナムディ・アジキウェ、政治家・ナイジェリア初代大統領（* 1904年）
- 5月14日 - 稲村博、医学者・精神科医（* 1935年）
- 5月15日 - 高坂正堯、国際政治学者（* 1934年）
- 5月15日 - バートン・ハイマン、俳優・声優（* 1937年）

## （16日 - 31日）

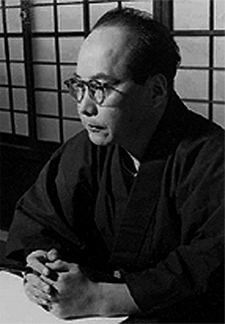
北条秀司 / 5月19日没

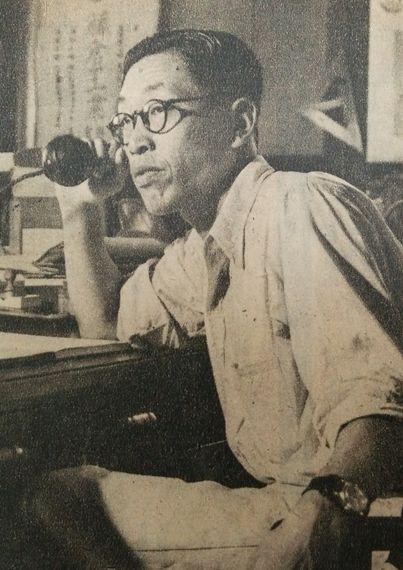
吉田正男 / 5月23日没

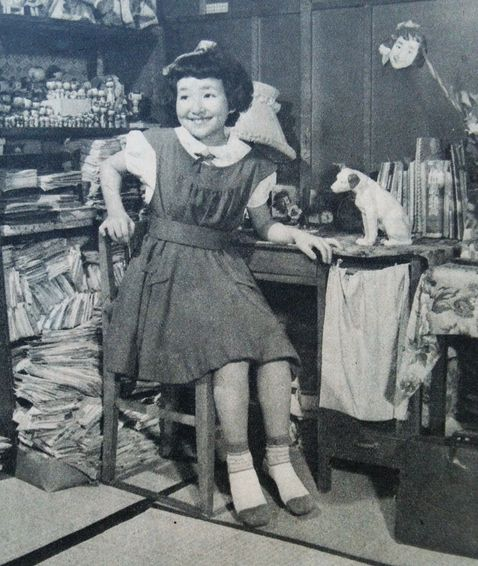
古賀さと子 / 5月25日没

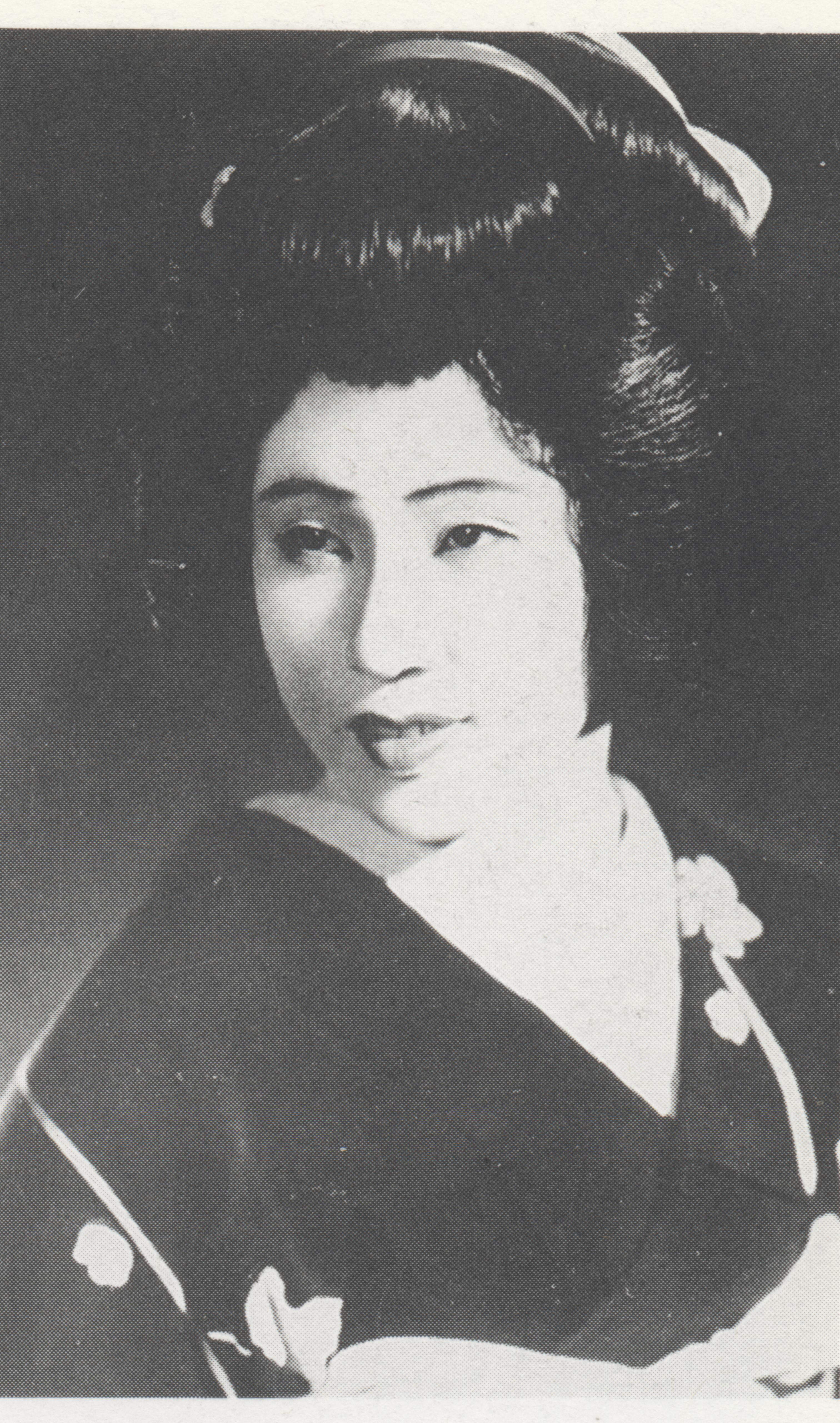
美ち奴 / 5月29日没

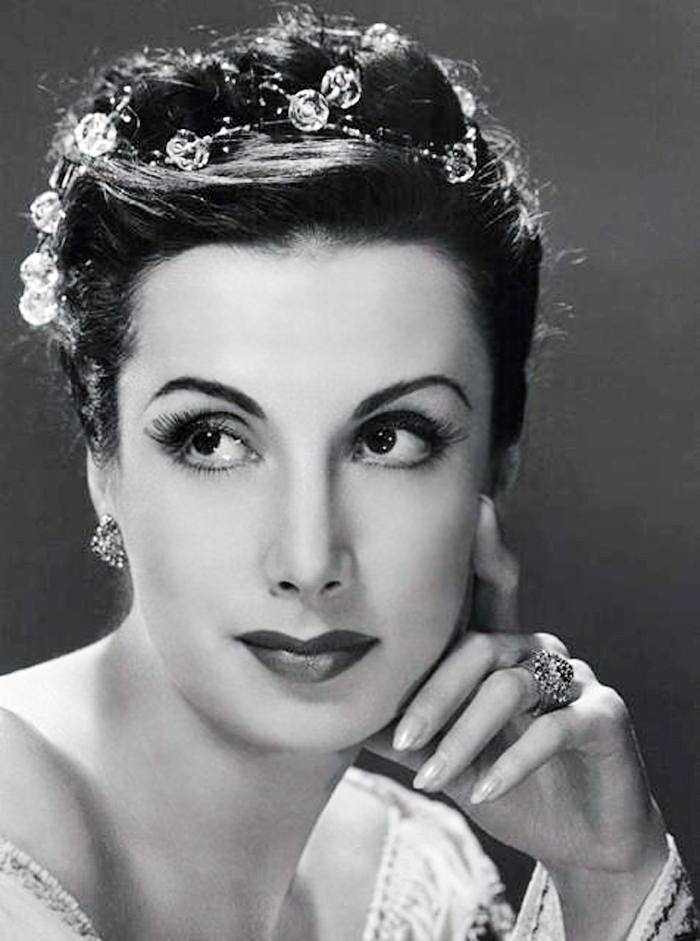
タマーラ・トゥマーノワ / 5月29日没

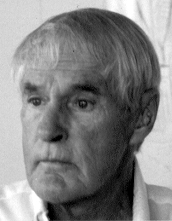
ティモシー・リアリー / 5月31日没

- 5月19日 - 北条秀司、劇作家・著述家（* 1902年）
- 5月19日 - 高橋悦史、俳優（* 1935年）
- 5月23日 - 吉田正男、野球選手（* 1914年）
- 5月23日 - 野長瀬三摩地、映画監督（* 1923年）
- 5月25日 - 古賀さと子、歌手・女優（* 1940年）
- 5月27日 - 藤田正明、実業家・政治家・第16代参議院議長（* 1922年）
- 5月28日 - 北島忠治、ラグビー監督（* 1901年）
- 5月28日 - 今井雄五郎、テレビドラマ監督（* 1925年）
- 5月29日 - 美ち奴、歌手（* 1917年）
- 5月29日 - タマーラ・トゥマーノワ、バレエダンサー（* 1919年）
- 5月31日 - ティモシー・リアリー、心理学者（* 1920年）